# Girlfriends Films
Girlfriends Films és un estudi estatunidenc dedicat a la filmació de cinema pornogràfic que fou creat l'any 2002 pel cineasta Dan O'Connell, que actua com a president i vicepresident de la marca amb el pseudònim de "Moose", té la seu en la ciutat californiana de Santa Clarita. La companyia està especialitzada en la producció i la distribució de pel·lícules de temàtica lèsbica, gairebé totes elles escrites i dirigides pel mateix O'Connell. L'empresa compta amb dues seus europees per a la producció de les seves pel·lícules a Hongria i la República Txeca.

## Directors, actrius i pel·lícules
Especialitzada en temàtiques relacionades amb el sexe lèsbic, Girlfriends Films ha rodat fins a l'actualitat més de 600 pel·lícules. A més de les pel·lícules independents.
Dan O'Connell, qui dirigeix i escriu gran part de les pel·lícules, afirma que el seu estudi fa l'esforç per contractar actrius que siguin lesbianes o bisexuals per emfatitzar en els seus papers i en les pel·lícules, abans de pagar a actrius heterosexuals perquè gravin escenes amb altres dones.
Al juliol de 2016, l'estudi va produir la seva cinta número 600, que va ser llançada per a l'ocasió amb un doble DVD de 4 hores de durada. La pel·lícula era protagonitzada per les actrius eròtiques: Prinzzess, Chanel Preston, Dani Daniels, Brianna Love, Deauxma, Taylor Vixen, Jelena Jensen, Shyla Jennings i Zoey Holloway, entre d'altres.
Algunes de les actrius que treballen (o han treballat) per a Girlfriends Films són l'India Summer, Celeste Star, Jenna Jameson, Prinzzess, Mercedes Carrera, Magdalene St. Michaels, Persia Monir, Bree Olson, Kelly Divine, Tory Lane, Janet Mason, Tanner Mayes, Aletta Ocean, Faye Reagan, Ryan Ryans, Cindy Hope, Gianna Michaels, Madison Parker, Asa Akira, Jada Stevens, Tara Lynn Foxx, Abella Anderson, Jenna Haze, Ariella Ferrera, Abigail Mac, Naomi, Vanessa Blue, Shyla Jennings, Allie Haze, Tori Black, Sinn Sage, Dani Daniels, Aiden Ashley, Valentina Nappi, Dillion Harper o Riley Reid, entre d'altres.
Per a l'estudi també han treballat diverses actrius transsexuals com Domino Presley, Bailey Jay, Kimber James, Hazel Tucker, Yasmin Lee, Vaniity, Kalena Rios, Bianca Freire o Patrícia Araújo, entre d'altres.